# Paoua
Paoua er hovedstaden i præfekturet Lim-Pendé i Den Centralafrikanske Republik. Den havde i 2022  24.329 indbyggere og ligger i den nordvestlige del af landet, nær grænsen til Tchad.

## Geografi
Området omkring Paoua betragtes som Den Centralafrikanske Republiks kornkammer. Talrige floder krydser sletten. Paouas centrum ligger på den nordøstlige bred af floden Paoua;  Paoua Lufthavn (FEFP) ligger i den nordøstlige udkant af byen. Sydvest for floden ligger bosættelserne Poukay (595 moh.) og Bonabili . Bemærkelsesværdige vandløb i nærheden er Lougan  og Ndoula.
Underpræfekturet Paoua strækker sig fra grænsen til Tchad i nord langs RR 6 mod syd mod Bozoum. Ved Bédaoyo (458 moh.) er der er en grænseovergang til Tchad.

## Historie
Paoua og dens omgivelser blev en spøgelsesby efter angreb fra oprørere og regeringssoldater i 2006 og 2007. Størstedelen af befolkningen flygtede til bushen eller flygtningelejre. I 2017 blev befolkningen anslået til 40.000. Under militære konflikter omkring Bah-Bessar, Mia-Pendé, Nana-Barya og Banhin Ouham Pende blev over 70.000 mennesker flygtninge og kom til Paoua. Dette førte til økonomiske vanskeligheder blandt lokalbefolkningen.
Præfekturet Lim-Pendé blev adskilt fra Ouham-Pendé i 2020, og Paoua, den største by i det nye præfektur, blev udpeget som hovedstad.

## Personligheder
- Ange-Félix Patassé (1937-2011), tidligere præsident og premierminister i republikken.
- Martin Ziguélé (en) (* 12. februar 1957) tidligere premierminister Republikken